# Sperduti nel buio (film 1914)
Sperduti nel buio è un film muto italiano del 1914 diretto da Nino Martoglio e, secondo alcuni studiosi, anche da Roberto Danesi. Viene ritenuto un classico dell'epoca del cinema muto ed è considerato un esempio di cinema verista e naturalista non comune per la sua epoca, fu oggetto di studio e considerazione sino a quando, a causa della guerra, la pellicola andò perduta. Anche successivamente, esso fu considerato da alcuni come un lontano esempio di neorealismo, tesi tuttavia contestata da altri commentatori.

## Trama
Napoli, in una notte di bufera si incontrano casualmente due derelitti. Lei è Paolina. figlia illegittima di una ragazza sedotta e poi abbandonata da un nobile, che sopravvive facendo la mendicante e talvolta frequentando per necessità ambienti malavitosi. Un giorno, inseguita dalla polizia, si rifugia in una taverna dove incontra Nunzio, un cieco sfruttato dal patrigno, che si guadagna da vivere suonando il violino. Essi s'avvicinano dapprima per reciproco aiuto, poi si innamorano, e sognano di sfuggire ai loro sfruttatori, ma senza potersi riscattare dalla miseria. Poi le vicissitudini li separano.
Nel frattempo il duca di Vallenza, il padre di Paolina, in preda al rimorso per aver abbandonato quella bambina ed ormai anziano e malato, decide di riparare al torto e renderla erede dei suoi beni. Ma la perfida Livia, l'ultima amante del nobile, lo inganna e riesce ad appropriarsi dei beni del duca, impedendo che Paolina possa ricevere quanto è nella volontà di suo padre. Intanto Nunzio, benché cieco, riesce a sventare un tentativo di violenza di un malvivente che insidia Paolina ed i due giovani così ritrovati, per sfuggire alla miseria decidono di andarsene lontano.

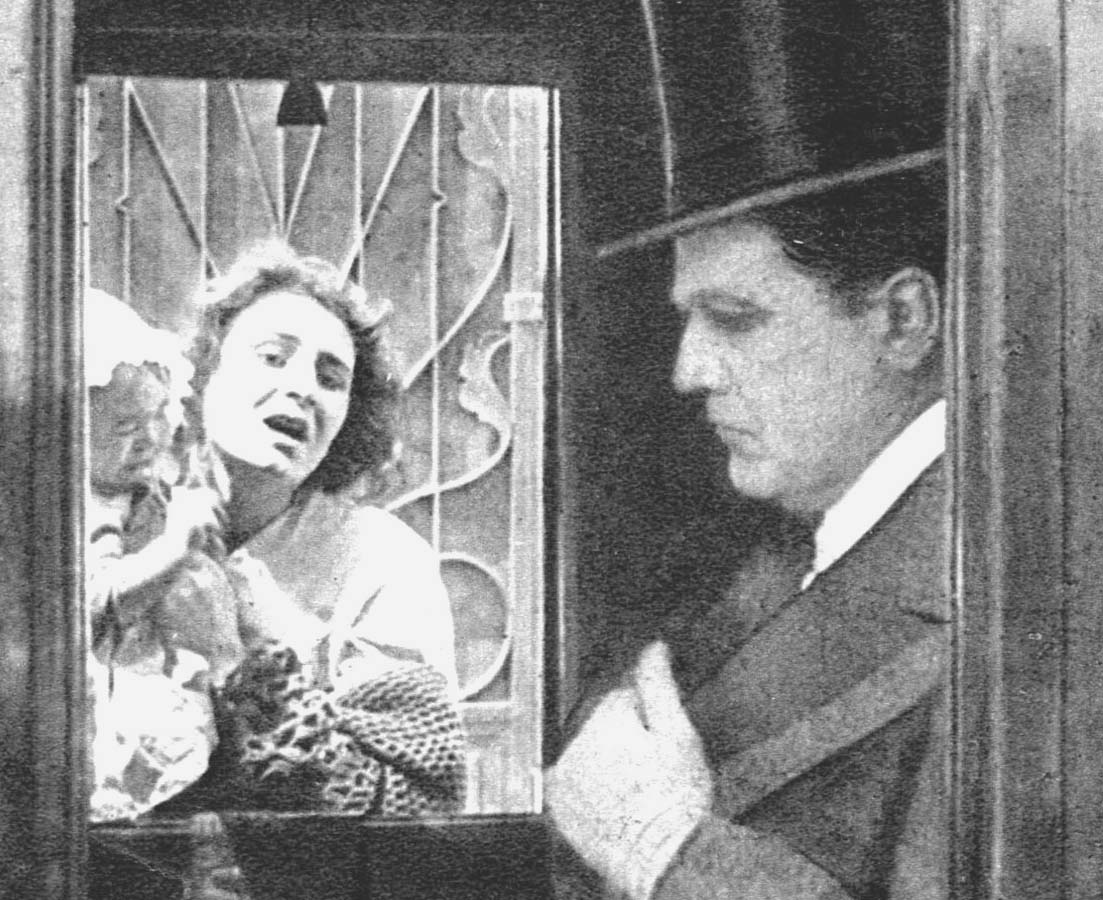
L'abbandono della piccola Paolina e di sua madre (foto di scena con Vittoria Moneta e Dillo Lombardi)

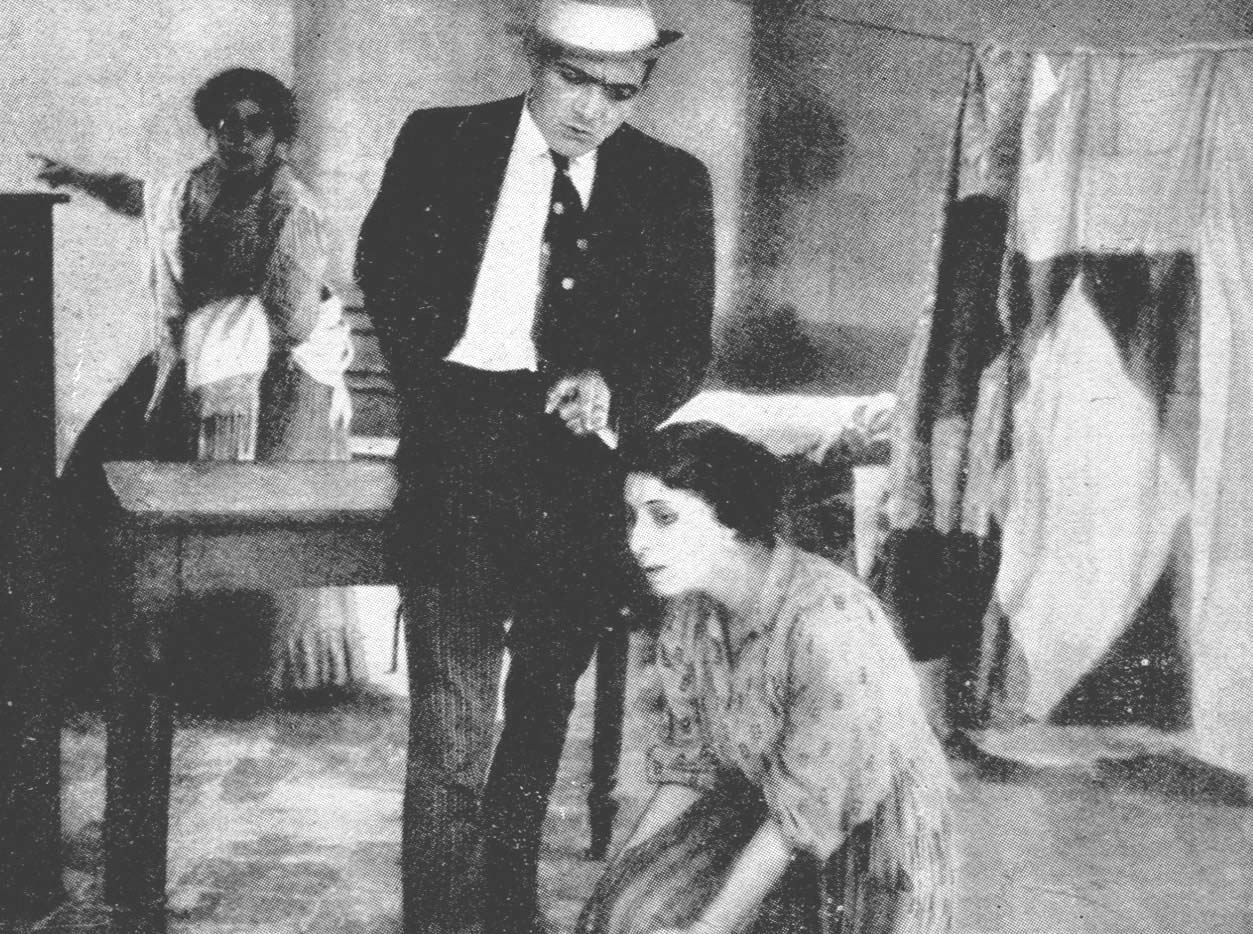
Alle scene del mondo ricco sono contrapposte altre che descrivono situazioni di povertà e sfruttamento

## Soggetto
Sperduti nel buio è tratto dall'omonimo dramma, il cui sottotitolo era Gente che gode, gente che soffre, scritto nel 1901 dall'autore napoletano Roberto Bracco e rappresentato con successo dapprima nella città partenopea e poi in tutta Italia dalla compagnia Talli con Irma Gramatica ed Oreste Calabresi. Dopo un primo tentativo non riuscito di trasposizione cinematografica ad opera, nel 1912, della "Itala Film" di Torino, fu il regista e commediografo siciliano Nino Martoglio ad avviare i contatti che portarono alla realizzazione del film, superando la diffidenza di Bracco che ancora l'anno precedente, di fronte ad una domanda postagli dal quotidiano fiorentino Il nuovo Giornale, aveva sdegnosamente risposto «non ho mai lavorato per il cinema e non ne ho l'intenzione», aggiungendo che «il cinema, ora come ora, è un omaggio alla ingenuità ed al cretinismo». L'anno successivo, invece, egli cambiò idea e, interrompendo i contatti in corso con una casa di produzione straniera, accettò la proposta della "Morgana film" di portare il dramma sullo schermo.

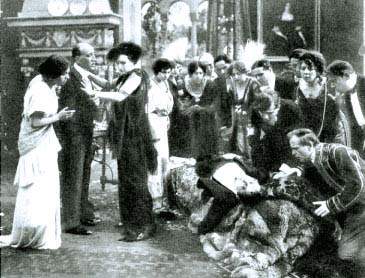
Nel montaggio "di contrasto" del film venivano alternate in opposizione scene che rappresentano due ambienti, in questa il mondo ricco e opulento

## Sceneggiatura
Bracco motivò la sua mutata opinione con le assicurazioni ricevute sul rispetto del valore artistico della sua opera: «Il mio dramma non subirà offese (anche se) s'intende che la visione cinematografica avrà una finalità diverse da quella della visione scenica». Per questo egli affiancò assiduamente il regista Martoglio nella preparazione della sceneggiatura, di cui attualmente sono sopravvissute solo due copie, parzialmente diverse tra di loro, una delle quali, dattiloscritta, reca infatti appunti autografi dell'autore, creando così «una delle prime occasioni in cui si realizzò una perfetta collaborazione tra l'autore del soggetto e lo sceneggiatore - regista.».
Tuttavia, nonostante il dichiarato rispetto verso il dramma teatrale, il finale del film risultò diverso in quanto propone un lieto fine in cui Nunzio e Paolina tornano insieme, mentre nel testo originale essi vengono definitivamente separati dalle traversie della vita, benché qualche commentatore ritenga che, nonostante le modifiche, l'adattamento cinematografico abbia superato il testo originario. Anche Bracco, comunque, alla fine abbandonò le sue riserve e definì «una meraviglia» la regia di Martoglio: «non credevo che si fosse potuto ottenere un sì mirabile risultato. Se la cinematografia è quella con cui è stata riprodotto il mio dramma Sperduti nel buio, non c'è più da discutere».
Uno degli aspetti che furono considerati più interessanti e innovativi della sceneggiatura era il c.d. "montaggio di contrasto", in cui venivano messi bruscamente a raffronto le scene degli ambienti di povertà e quelle del lusso e del vizio, che, a parere di alcuni commentatori, costituisce una scoperta nella costruzione dei personaggi.
Sperduti nel buio fu l'unica pellicola della produzione "Morgana film" che si salvò dal macero - probabilmente grazie al dono che ne era stato fatto all'epoca del "set" - quando la società cessò l'attività.
Negli anni trenta essa entrò a far parte della Cineteca del Centro Sperimentale di Cinematografia. Nel 1935, alcune sue scene vennero proiettate al "Supercinema" di Roma in occasione della celebrazione del 40.mo anniversario della nascita del cinema (gesto coraggioso dato che Bracco era un oppositore del fascismo) con l'intento di dimostrare una sorta di primogenitura italiana rispetto al cinema sociale di origine russa. Poi fu oggetto di studio da parte di docenti e studenti del Centro Sperimentale. A tale scopo ancora nel luglio 1943 si era tenuta una proiezione per un gruppo del Cineguf.
Il 31 ottobre 1943, durante l'occupazione di Roma, una pattuglia di militari tedeschi requisì, con il consenso del Ministero della Cultura Popolare, le attrezzature cinematografiche del Centro Sperimentale e in tale occasione vennero sottratte anche le pellicole della Cineteca (solo poche, e tra esse Cabiria, poterono essere salvate in nascondigli improvvisati). Tutto fu inviato in treno verso la Germania, dove pare che, per un certo tempo tali pellicole siano state conservate nei pressi di Berlino. Poi a seguito della confusione bellica e dei bombardamenti aerei se ne persero le tracce.
Fonti sovietiche hanno raccontato di un incendio che distrusse diverse migliaia di pellicole presso il "Filmsreicharchiv" di Glindow e della requisizione, avvenuta nel giugno-luglio 1945, di altre 17.352 dall'archivio centrale della "UFA", senza tuttavia indicarne una provenienza italiana
Nel dopoguerra furono fatti diversi tentativi di recuperarle, anche rivolgendosi alle autorità sovietiche quando sembrò che esse fossero rimaste in una zona della Germania occupata all'inizio del 1945 dall'Armata Rossa avanzante, ma senza esito. Il film è quindi attualmente considerato definitivamente perduto.

## Produzione
Sperduti nel buio fu realizzato dalla "Morgana film" (nome ufficiale "Edizioni d'arte Morgana film", da non confondersi con una quasi omonima società catanese anch'essa costituita da Martoglio l'anno precedente), fondata nel gennaio 1914 a Roma su iniziativa della "Società imprese cinematografiche Clemente Levi e C", nella quale Martoglio, che già collaborava con la "Cines", fu chiamato per assumere il ruolo di Direttore artistico. I programmi della "Morgana", finanziati soprattutto dal marchese Alfredo di Bugnano, si proponevano in modo innovativo di portare sullo schermo opere letterarie di natura realista interpretate da importanti attori teatrali, anche dialettali, ed infatti la prima pellicola prodotta fu Capitan Blanco, uscito all'inizio del 1914 e tratto dal dramma U Paliu dello stesso Martoglio.
Il film, composto da un prologo e 3 parti, fu girato interamente a Napoli con un largo e decisivo uso di esterni, dando spazio a «dettagli di una tale veridicità da rivelare essi soli, la grande simpatia umana dei realizzatori del film: certi abitucci, certe coperte di lana, cappelli a cencio». Durante la lavorazione del film, che durò per diversi mesi, il "set" del film venne visitato a sorpresa dal Sottosegretario alla Pubblica istruzione Giovanni Rosadi, che ricevette in omaggio dai produttori una copia del film, che poi circa 30 anni dopo sarà al centro di una complessa vicenda di smarrimento (v. riquadro). Dopo Sperduti nel buio la "Morgana film" realizzò ancora un terzo film, Teresa Raquin) e poi cessò l'attività.

## Interpreti
Benché ambientato e realizzato a Napoli da una società con sede a Roma, Sperduti nel buio è stato definito «un film siciliano», dato che Martoglio si circondò di attori provenienti dal teatro dialettale di quella regione, come Totò Maiorana e soprattutto i principali interpreti, Giovanni Grasso e Virginia Balistrieri (una coppia che già aveva impiegato in Capitan Blanco). Grasso, in particolare, proprio da Martoglio era stato "scoperto" nel 1902 ed avviato a fare l'attore quando lavorava nel teatro dei pupi. 

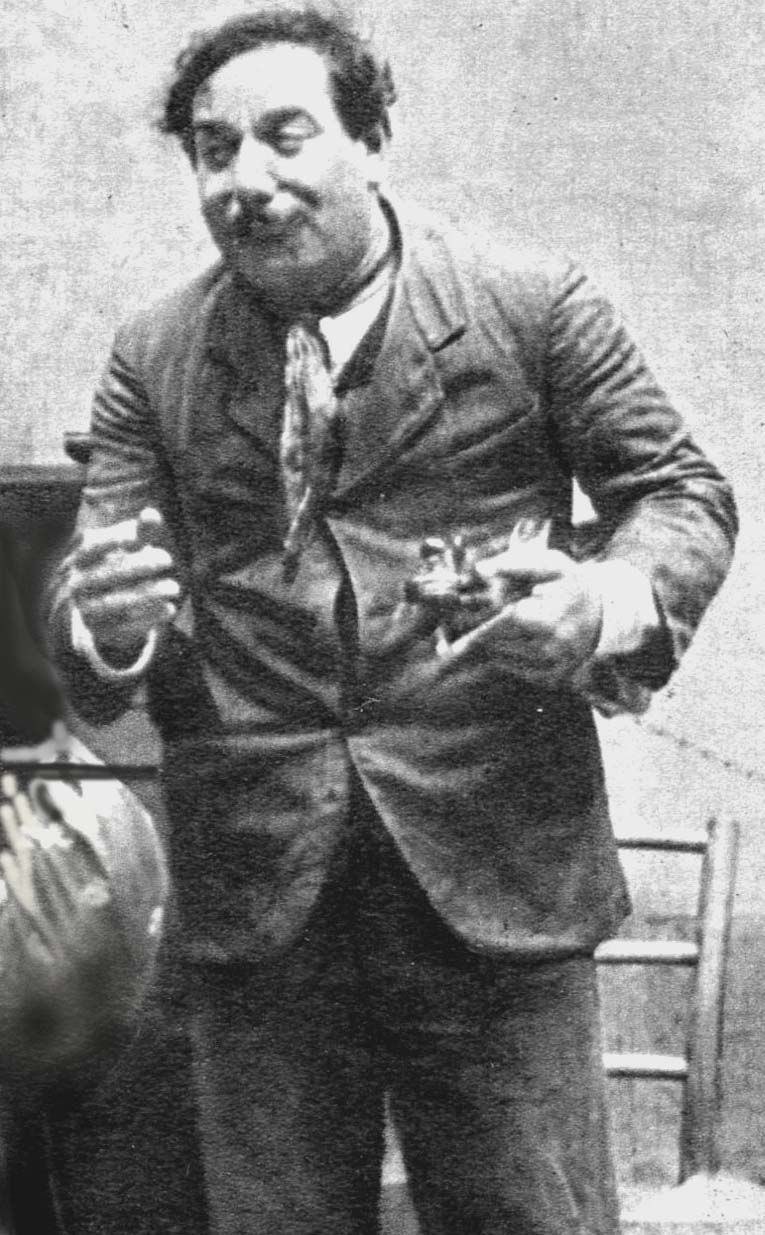
L'attore siciliano Giovanni Grasso fu inizialmente ritenuto inadatto a ricoprire il ruolo del mite Nunzio

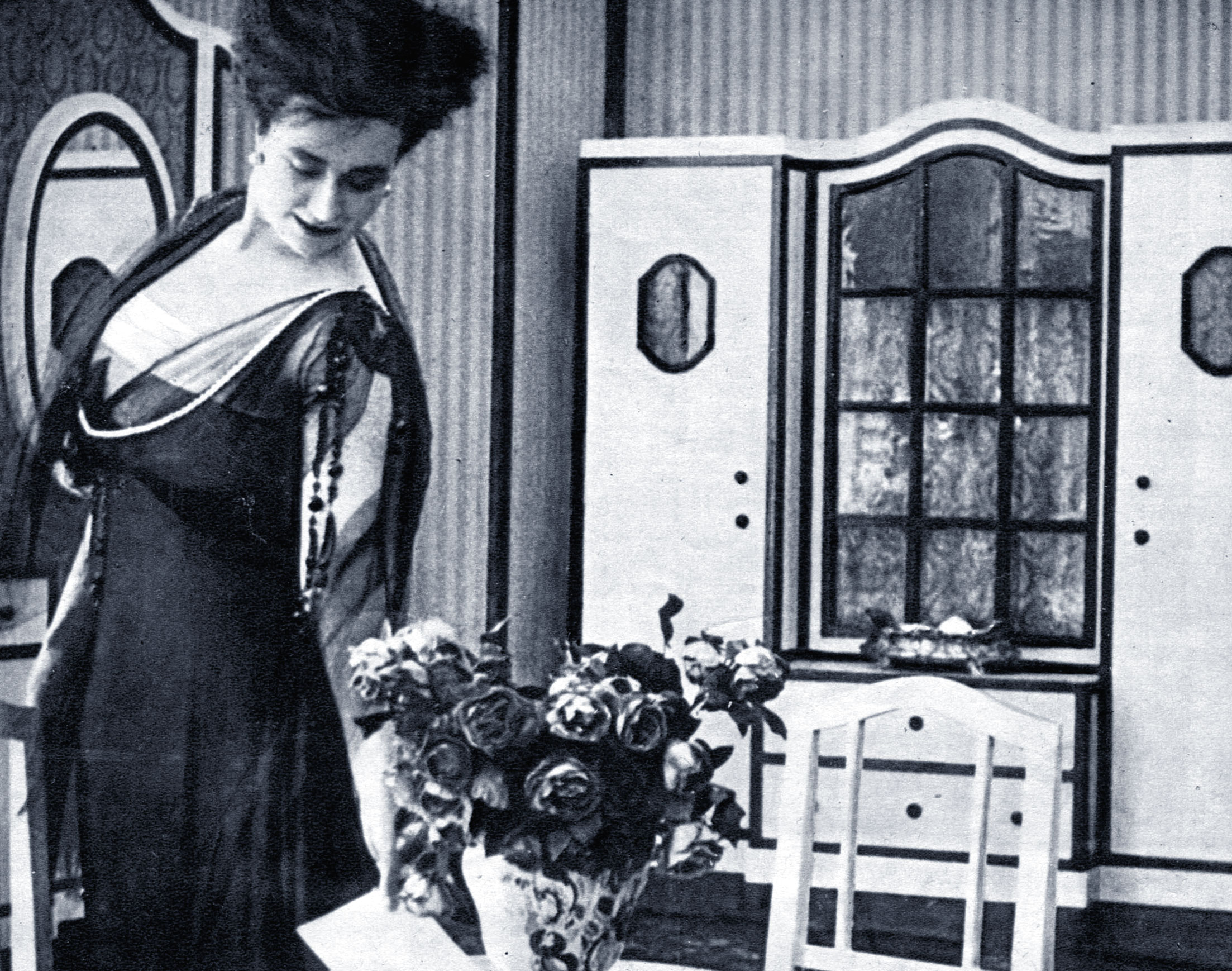
Foto di scena con Maria Carmi nel ruolo della perfida Livia. L'attrice italo-tedesca ottenne con il film di Martoglio un notevole successo, interrotto poi dalla guerra

Questa scelta fu inizialmente osteggiata da Bracco che non vedeva in Grasso, fisicamente molto prestante, l'interprete adatto ad impersonare il mite e remissivo Nunzio. L'unica estranea a queste origini fu Maria Carmi (nome d'arte della fiorentina Norina Gilli), attrice italo - tedesca all'epoca reduce da grandi successi teatrali a Berlino ed a Vienna e che con Sperduti nel buio si qualificò anche in Italia tra le maggiori attrici del momento per il suo stile non divistico, ma che l'anno successivo, all'inizio della guerra, fu poi costretta a lasciare l'Italia ed a rientrare in Germania.

## Distribuzione
La "prima" del film si svolse il 20 settembre 1914 (con una anteprima "privata" riservata alla critica il giorno precedente) al cinema "Maxima" di Napoli ove ebbe, secondo le cronache del tempo, «un'accoglienza assolutamente entusiasta». Successivamente, pur nell'assenza di dati ufficiali, si sa che La distribuzione e l'esito commerciale del film furono resi difficili dalla guerra, a causa della quale Sperduti nel buio non poté essere esportato né in Francia, né in Gran Bretagna ed anche in Italia venne presentato in molte città con grande ritardo (A Torino solo nel dicembre del 1915). Secondo alcuni commentatori successivi, tuttavia, la pellicola non ebbe grandi accoglienze positive dalla critica del tempo.

## Accoglienza

### Commenti contemporanei
In effetti, sulla base delle fonti d'epoca disponibili, emergono contrasti netti nella critica. Accanto a chi lodò «il palpito di vita, la verità degli ambienti popolari e principeschi l'efficacia di espressione scenica tale da farci scambiare lo schermo per un lembo di vita reale», vi fu chi scrisse che «l'opinione pubblica si è mostrata avversa a tale film date le varie inconcludenze ed esasperazioni manifeste in cui è solito cadere il Grasso». E se da un lato vi fu chi proclamò che «con questo film la nostra cinematografia ha trovato la sua via verso l'arte, la sua mèta», dall'altro il film venne accusato di aver stravolto l'opera originaria: «Preferiamo il finale di Sperduti nel buio così come in teatro. Chi ha voluto fare delle aggiunte - sia pure lo stesso Bracco - ha manomesso volgarmente un'opera d'arte ed ha implicitamente insultato il pubblico cinematografico».

### Commenti retrospettivi
Nei decenni successivi Sperduti nel buio è stato al centro di discussioni da parte dei critici e degli storici del cinema. Negli anni trenta il film divenne «un "testo sacro" per gli studiosi del cinema che si raggruppavano attorno alle riviste Bianco e nero e Cinema, che ne apprezzavano «gli ambienti descritti con una impressionante evidenza documentaria, tanto da raggiungere un'atmosfera altamente drammatica, solo incrinata dalla recitazione degli attori, talvolta congestionata». Ancora nel 1939, il critico Umberto Barbaro gli dedicò un articolo in cui sosteneva che il film diretto a Martoglio poteva considerarsi una anticipazione delle opere di Griffith e del russo Pudovkin, indicandolo come esempio di realismo per i futuri registi.
Nel dopoguerra, dopo la perdita dell'unica copia della pellicola, non fu possibile basare i giudizi su una visione diretta del film. Ciononostante Sperduti nel buio non si poté sottrarre alla discussione sulle origini del neorealismo poiché molti critici, soprattutto nei primi anni cinquanta, gli attribuirono un forte influsso in quel senso. Così Cosulich, secondo cui «è ormai accettato all'unanimità che il filone neorealistico italiano tragga origine da Sperduti nel buio», come anche Aristarco, per il quale «i germi della scuola realista del dopoguerra sono da ricercare in Assunta Spina di Serena o in Sperduti nel buio».
Pur non accentuando tale aspetto, anche altri commentatori la considerarono comunque un'opera importante in quanto, rispetto alla produzione dell'epoca (Cabiria è anch'esso del 1914) avrebbe rappresentato una novità: «Nel biennio 1914-15 il cinema italiano produce alcune opere che, staccandosi dal facile repertorio romanzesco ed erotico, rivelano tendenze realistiche», attribuendo questo sviluppo all'attenzione di Martoglio per il verismo ed il naturalismo di derivazione verghiana.
Ma, in anni più recenti, queste opinioni sono state contestate ritenendo «del tutto arbitraria la pretesa di volervi scorgere decisamente i prodromi del complesso movimento neorealista verificatosi in Italia oltre trent'anni dopo, difettando di ogni punto di vista sociale o anche di semplice critica di costume». Vi è stato anche chi ha scritto di «mitologia critica: osiamo mettere in dubbio che da un melodrammone di tal fatta, tratto dal mediocre testo di Bracco con duchi che prima seducono e poi ne muoiono di crepacuore, possa uscirne la tanto decandata "irruenza documentaria". Nonostante ciò il mito di Sperduti nel buio continua e c'è chi trova il modo di collegarlo al neorealismo, o, peggio, chi lo trova pervaso di socialismo "in fieri", quando invece è il capostipite di un cinema del melodramma, ben vegeto ancora oggi (Matarazzo)».

## Opere correlate
Della pellicola fu realizzato un omonimo rifacimento sonoro nel 1947, diretto da Camillo Mastrocinque ed interpretato da Vittorio De Sica, Fiorella Betti e Jacqueline Plessis.